# الأمل (رواية)
الأمل (بالفرنسية: L'Espoir), هي رواية من سنة 1937 بقلم أندريه مالرو عن الحرب الأهلية الإسبانية. وقد ترجمت إلى العربية والإنجليزية وحولت الرواية إلى فيلم تم تصويره في عام 1938 ولكنه لم يُعرض إلا بعد نهاية الحرب العالمية الثانية.

## الكاتب
ولد أندريه مالرو العام 1901 في باريس، ومات فيها في العام 1976. وهو منذ صباه اختلط لديه حب الأدب بالولع بالعمل السياسي والدبلوماسي. وكان لعمله السياسي، المُباشر أو غير المباشر، في الصين ثم في إسبانيا، الفضل في كتابته روايتيه الأشهر «الشرط الإنساني» عن الثورة الصينية، و«الأمل» عن الثورة الإسبانية. أما ولعه بالسينما فقاده العام 1940 إلى كتابة نص/ مرجع هو «تخطيط لدراسة سيكولوجية السينما». ولعل مالرو يُعتبر من أكثر الكُتاب تأملاً في قضية البطولة والثورة، ولكن في قضية الفن أيضاً. وكتاباته في الفن تعتبر من الأشهر في القرن العشرين ومن أهم كتبه في هذا السياق «صوت الصمت». أما أبرز كتبه الأخيرة فكان «مذكرات مضادة».

## فيلمالأمل
كان أندريه مالرو، إلى جانب مواقعه السياسية المُرافقة للجنرال ديغول، هو أيضاً كاتباً من كبار كتاب القرن العشرين في فرنسا. وهي مكانة لم ينقص من شأنها توقّفه خلال العقود الأخيرة من حياته، ولا سيما حين صار وزيراً للثقافةِ، عن كتابة الروايات، ولا حتى اشتداد الهجومات عليه لمواقفه السياسية، من جانب الفنانين والكتاب اليساريين، لا سيما إبان أحداث «أيار (مايو) 1968» في فرنسا. وبخاصة حين حمى الصراع بينه وبين رئيس المكتبة السينمائية الفرنسية «هنري لانغلوا» الذي كان مؤيداً من الجسم السينمائي الفرنسي بأكمله، ما جعل مالرو لا يخسر المعركة فقط مع لانغلوا ولكن يخسر كذلك الرصيد الذي كان له في الأوساط السينمائية وهو رصيد كان قد حققه طوال العقود السابقة بكتاباته ومواقفه - التقدمية بصورة عامة - ولكن خصوصاً بفيلمه «الأمل».
والحقيقة أنه إذا كانت روايات أندريه مالرو، وكتبه الفكرية الأخرى والتي تعبر عن مواقفه المناصرة بشكل عام للثورات العالمية معروفة ومقرؤة على نطاق واسع، ومن بينها رواية «الشرط الإنساني» ورواية «الأمل» و«المتحف المتخيل», فإن ما لا يعرفه كثر هو أن أندريه مالرو اشتغل، لمرة واحدة من حياته، في الإخراج السينمائي ولكن ليس كمخرج مُحترف، بل كفنان صاحب قضية ملحّة وآنية يريد التعبير عنها. وكان ذلك في العام 1938 والقضية كانت قضية الجمهوريين الإسبان الذين كانوا يخوضون حرباً أهلية عنيفة في ذلك الحين ضد فرانكو وجماعته المدعومين من ألمانيا النازية وإيطاليا الفاشية، وهي القضية التي عبّر عنها - إضافة إلى مقالاته وكتبه ولا سيما روايته «الأمل» بفيلم صوّره انطلاقاً من هذه الرواية مُحققاً إياه بنفسه وهو الفيلم الذي نعنيه هنا بكلامنا هذا.
مهما يكن من أمرٍ، لا بد من الإشارة أولاً إلى أن أندريه مالرو لم يكن في ذلك الحين، المبدع الأجنبي الوحيد الذي وقف إلى جانب الجمهوريين الإسبان في حربهم ضد ديكتاتورية فرانكو اليمينية المدعومة من النازيين الألمان، بل كان واحداً من عشرات الكتاب والفنانين الأوروبيين والأمريكان الذين سارعوا إلى نجدة «قوى التقدم» ضد «القوى الفاشية» وفق تعابير تلك المرحلة. ومن بين هؤلاء جورج أورويل وإرنست همنغواي وجون دوس باسوس وغيرهم. ولئن كان بعض المبدعين رأى في حمل السلاح فعلاً وسيلة لمناصرة أخوانه ورفاقه في الفكر، فإن أندريه مالرو وجد أن أحسن ما يفعله المبدع في هذا المجال، هو وضع إبداعه في خدمة القضية. وهو لئن كان كتب قبل ذلك رواية «الأمل» عن بدايات الحرب الأهلية الإسبانية، فإنه في المرحلة التالية آثر أن يجرب حظه في السينما وهكذا أخرج فيلمه الوحيد: «الأمل: سييرا دي ترويل» الذي كان يفترض به أن يكون ملحقاً برواية «الأمل»، لكنه سرعان ما تحول خلال الاشتغال عليه، ليصبح، انطلاقاً من فصل واحد من فصول «الأمل» فيلماً قائماً في ذاته، يختلط فيه المتخيل بالواقعي، والممثلون بالمقاتلين الحقيقيين، والأحداث المركبة المبتدعة بالأحداث التي عاشها مالرو أو شهدها شخصياً. لكنه جاء فوق هذا كله أشبه بتأمل عن مفهوم الحرب نفسها: لماذا الحرب؟ هل هي جديرة بأن تخاض، أم انها مُجرد عبث كان يمكن الاستغناء عنه؟ والحرب التي تعنى بها تلك المتأملات لم تكن، في الطبع، الحرب الإسبانية وحدها، بل الحرب في شكل عام.
ليس لفيلم أندريه مالرو هذا، خط حدثي واضح. إنه بالأحرى، يتألف من مجموعة من الخيوط والمشاهدات. وكأنه أشبه بيوميات سجلت خلال أيام الحرب، وأتت شاهداً على بعض ملامحها. وهكذا تتتابع أمام أعين المشاهدين على مدى نحو ساعة وربع الساعة (هي مدة عرض الفيلم)، مشاهد تدور في إسبانيا العام 1938، مشاهد النضال الذي يخوضه الجمهوريون ضد الفرنكويين. مشهد طائرة تحترق وهي تتحطم على المدرج الذي كان ينبغي أن تهبط عليه بسلام، والمقاتلون الحاضرون يركضون نحو حطام الطائرة ليلقوا تحية التكريم على طيارها القتيل، بعد ذلك تطالعنا مشاهد القتال (حرب الشوارع) في طرقات ترويل وأزقتها. ومن أبرز هذه المشاهد ذلك الذي يتعين فيه على المقاتلين الجمهوريين أن يضعوا خارج المعركة مدفعاً ركز عند مدخل المدينة وراح يصليهم ناراً، حتى تتحرك سيارة انتحارية يقودها مقاتل وتصدم الهدف وتدمره. في المشهد التالي فلاح نراه داخل طائرة قاذفة تابعة للجمهوريين. في البداية يعجز الفلاح، الذي مهمته تحديد موقع مطار معاد، عن التعرف على أرضه الخاصة من أعلى، ثم إذ يتعرف إليها، في لمسة شاعرية، يحدد موقع المطار المقصود فيتوجه الطيارون لقصفه... وهم يهبطون بالطائرات حين تغيب الشمس فوق ارض تضيئها مصابيح السيارات. وإذ ينجحون في تنفيذ العملية، يحدث وهم ينطلقون عائدين ان تصطدم إحدى الطائرات بجبل قريب، ويسرع الجمهوريون إلى تنظيم أعمال الإغاثة ويجمعون جثث القتلى ويصطحبون الجرحى هابطين الجبل نحو الوادي حيث سيكونون في أمان. وفي طريقهم يتجمع الفلاحون لإلقاء التحية عليهم جميعاً، في مشهد أخّإذ. غير ان هذه الحماسة لا تمنع بعض المشاركين في القتال من التساؤل عن جدوى ذلك كله.
عندما انتهى مالرو من تصوير فيلمه هذا، كان فرانكو قد انتصر وسحق الجمهوريين داخلاً بكل انتصار إلى برشلونة. وحين أُريد عرض الفيلم في فرنسا، منعته الرقابة، فظل في علبة حتى انتهت الحرب العالمية الثانية وتحقق تحرير فرنسا، فَعرض الفيلم وحقق نجاحاً كبيراً، إذ اعتبر من الكلاسيكيات، لكن بعض الأوساط اليسارية هاجمت تساؤلاته عن جدوى الحرب. مهما يكن فإن مالرو، من بعده، لم يعد إلى السينما مخرجاً، ولا عاد إلى الأدب روائياً. وكأن هذا الفيلم كان وصيته الإبداعية. وهنا نذكر أن ناقداً سويسرياً كتب حين عرض الفيلم يقول: «أن العالم يبدو وكأنه يقلد إبداع اندريه مالرو».
لا بد من أن نذكر هنا ان مالرو حقق الفيلم بناء على طلب السلطات الجمهورية الإسبانية التي في سبيل تحقيقه قدمت له المتطوعين والاسلحة وكل الامكانات السينمائية (الفقيرة) التي كانت تمتلكها، بما فيها استوديو باتس في برشلونة (قُصف لاحقاً ودُمّر). وكان المطلوب من الفيلم، طبعاً، تمجيد الحرب والنضال العادل، لكن مالرو، كمبدع حقيقي، تجاوز هذا كما أشرنا ليطرح اسئلته الحائرة عن الحرب كمكان للقتل وعن البطولة وما خلفها.
كان مالرو على أية حال، واحداً من عدد كبير من الادباء آثروا يوماً ان يجربوا حظهم في الاخراج السينمائي، مثله في هذا مثل جان كوكتو الذي كان أكثر نجاحاً منه وأكثر استمرارية، ومثل الإيطالي كورزيو مالابارتي، ثم الفرنسي جان جيونو، قديماً. وآلان روب جرييه ومارغريت دورا في زمن أقرب الينا. والأميركي بول أوستر في زمننا. كل هؤلاء استبدلوا الكاميرا بالقلم يوماً، وكان نجاحهم في ذلك متفاوتاً ومثيراً للسجال. أما «الأمل» لمالرو، فقد حقق إجماعاً ايجابياً، على رغم الاعتراضات على بعض حيرته السياسية. بقي أن نذكر أن من غير المجدي طبعاً البحث عن اسم اندريه مالرو في الموسوعات السينمائية. ففيلمه «الأمل» وحده لم يكن كافياً لجعله يعتبر واحداً من أساطين الفن السابع. من هنا يظل اندريه مالرو، أولاً وأخيراً، أديباً فرنسياً كبيراً، وباحثاً في علم الجمال، ثم وزيراً للثقافة تثير ممارساته السجال والاعتراض.

## وصلات خارجية
- الأمل على موقع الموسوعة البريطانية (الإنجليزية)

1. ↑  Goodreads (بالإنجليزية), QID:Q2359213
2. ↑  إبراهيم العريس (2014-09-01). "«الأمل» لأندريه مالرو: أسئلة العنف والثورة والبطولة". صحيفة الحياة اللبنانية. مؤرشف من الأصل في 24 مارس 2018. اطلع عليه بتاريخ أغسطس 2020. {{استشهاد ويب}}: تحقق من التاريخ في: |تاريخ الوصول= (مساعدة)

لا توجد روابط لمواقع التواصل الاجتماعي.